# 永旺超级市场

AEON標誌

JUSCO標誌

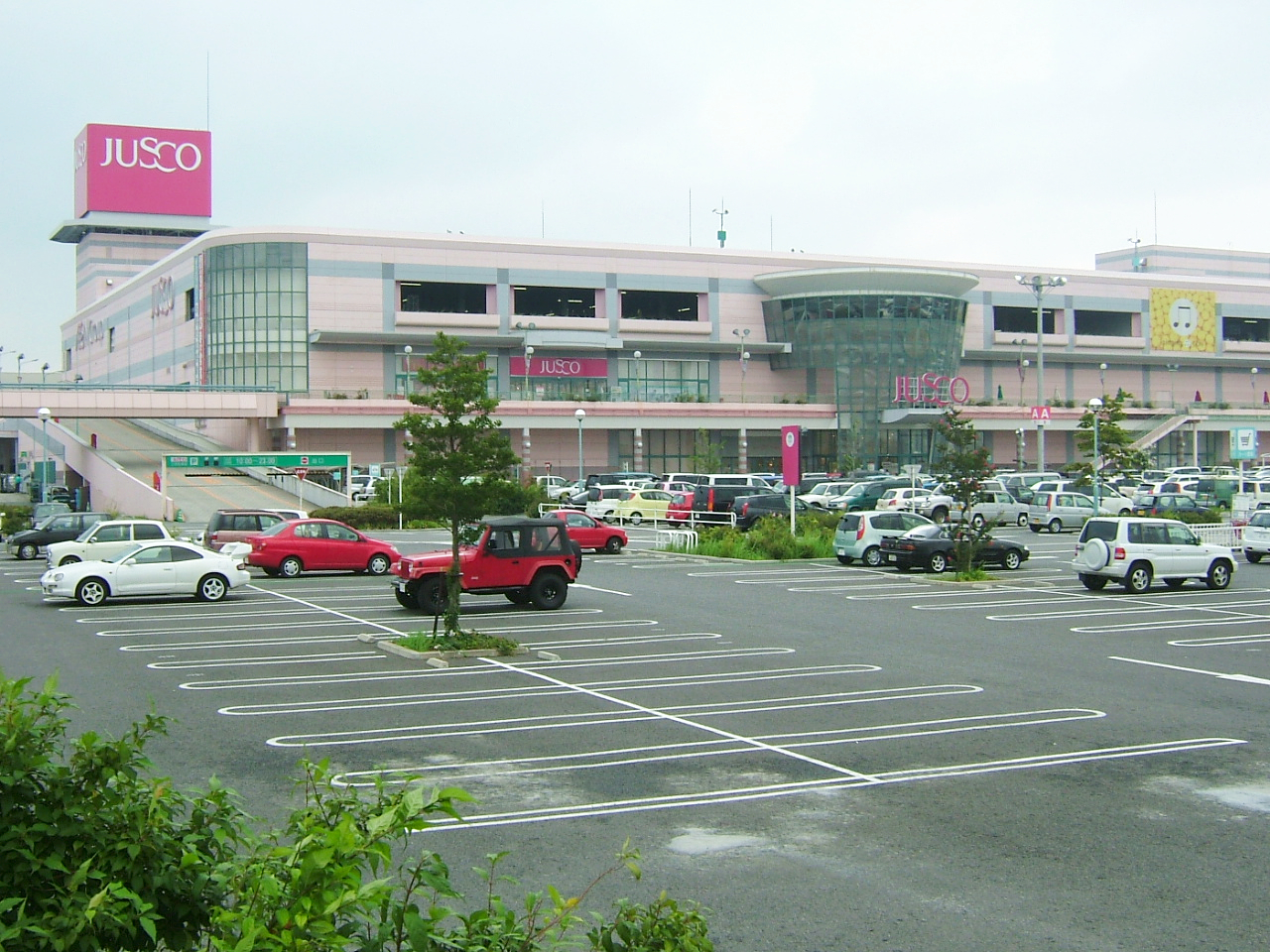
日本吉之島第100間分店：位於愛知縣知多郡東浦町的東浦店。

永旺，原称吉之岛，亦称佳世客（英：JUSCO），是日本永旺集團旗下的連鎖零售企業，在日本、香港、中国大陆、泰國及馬來西亞等地開設綜合購物百貨公司及超級市場。

## 歷史
吉之島在1969年，由日本三重縣、京都府及兵庫縣3間超級市場組成，名為Japan United Stores COmpany，簡稱JUSCO。其後不斷發展，分店遍佈日本全國，現時單在日本的分店已經超過300間。
母集團在1989年易名Aeon，但旗下的百貨零售業務仍保留使用JUSCO的名稱。
1997年，永旺集團收購當時已破產的八佰伴。
2010年10月6日，永旺集團宣布將分階段整合旗下日本JUSCO等子公司，店名將統一為“永旺”（英：AEON；日：イオン）；2011年3月1日正式實行。

## 中国大陆永旺

### 永旺超市

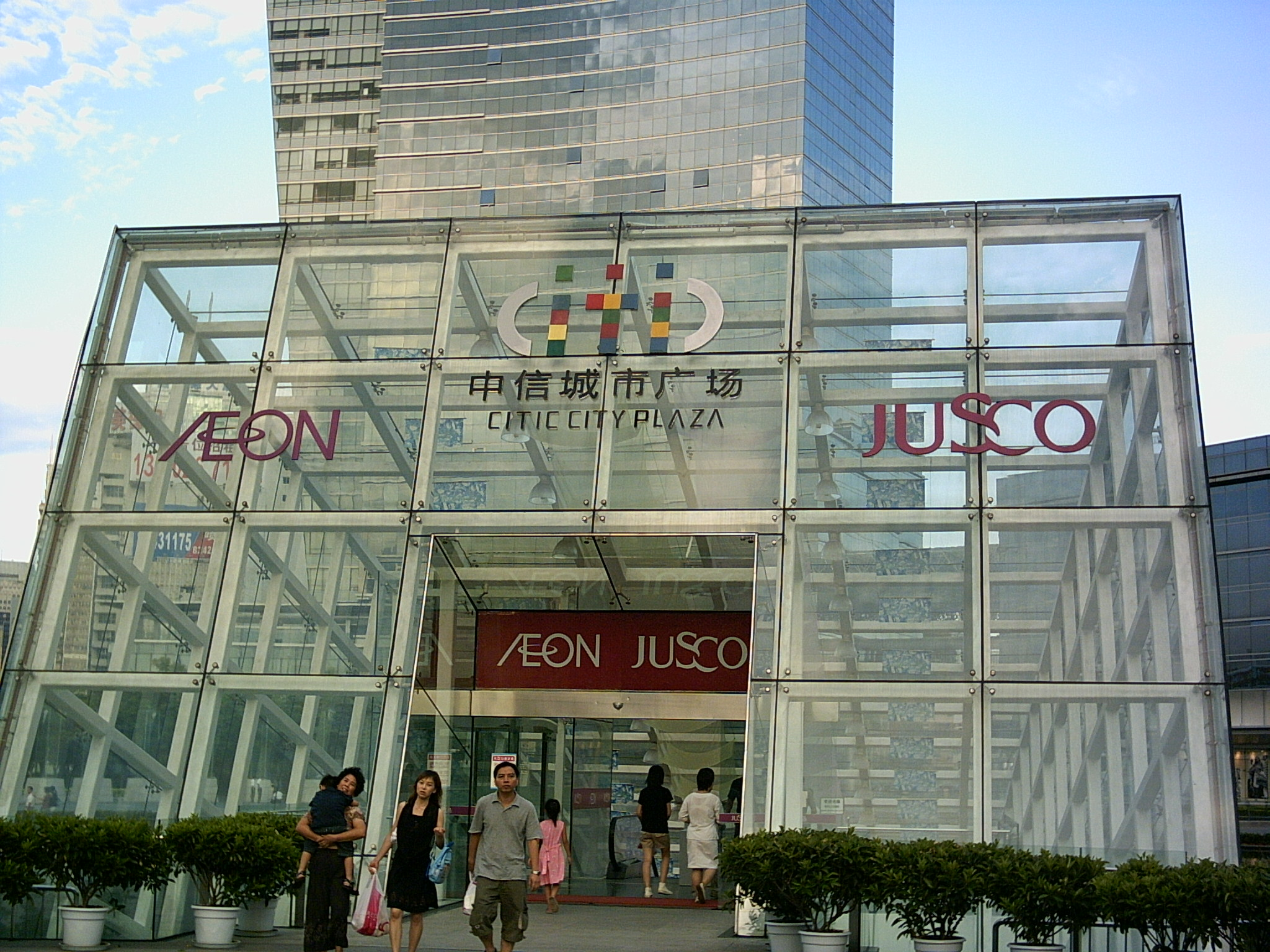
位於深圳新城市广场的分店

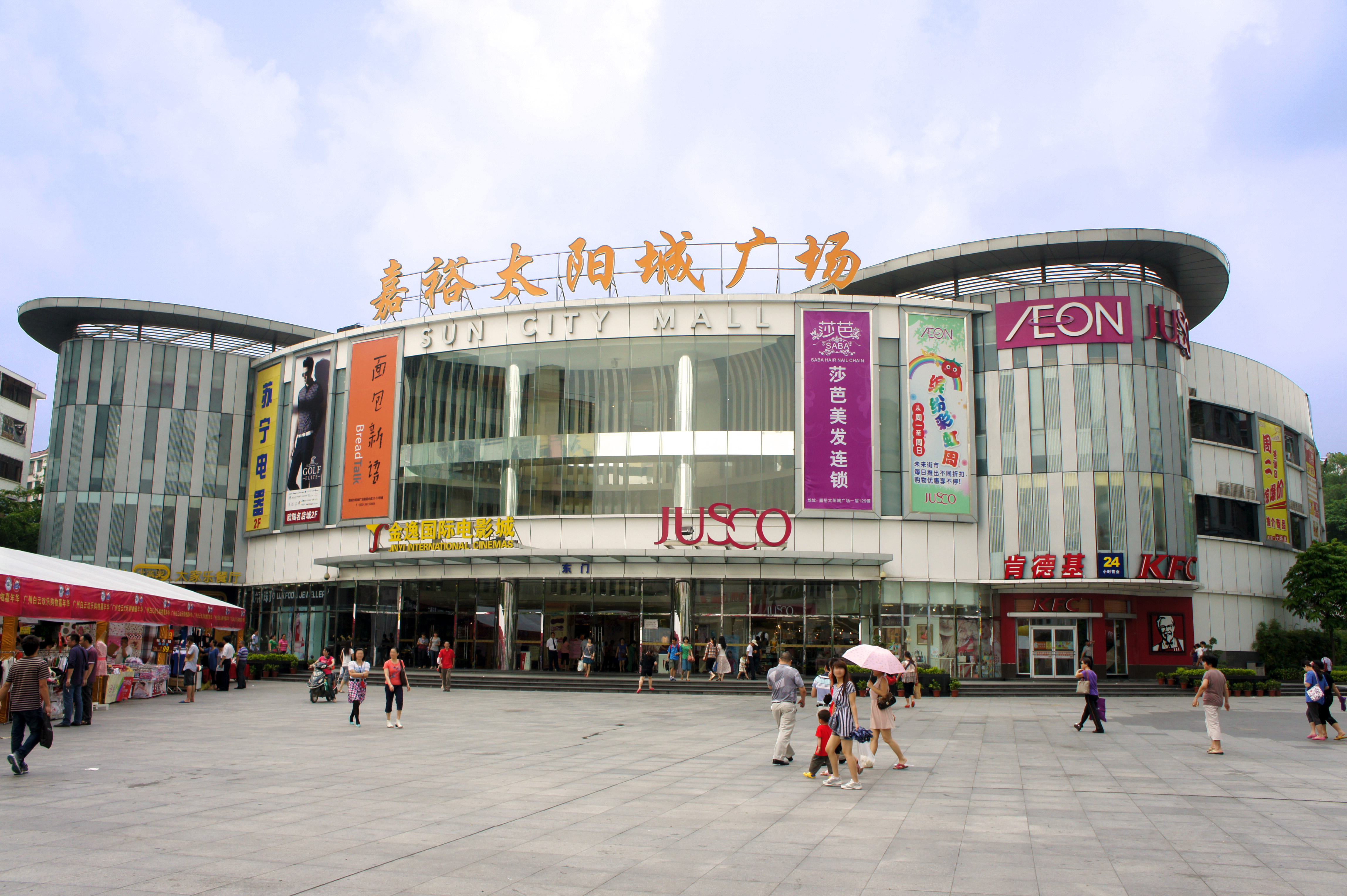
位於广州嘉裕太阳城广场的分店

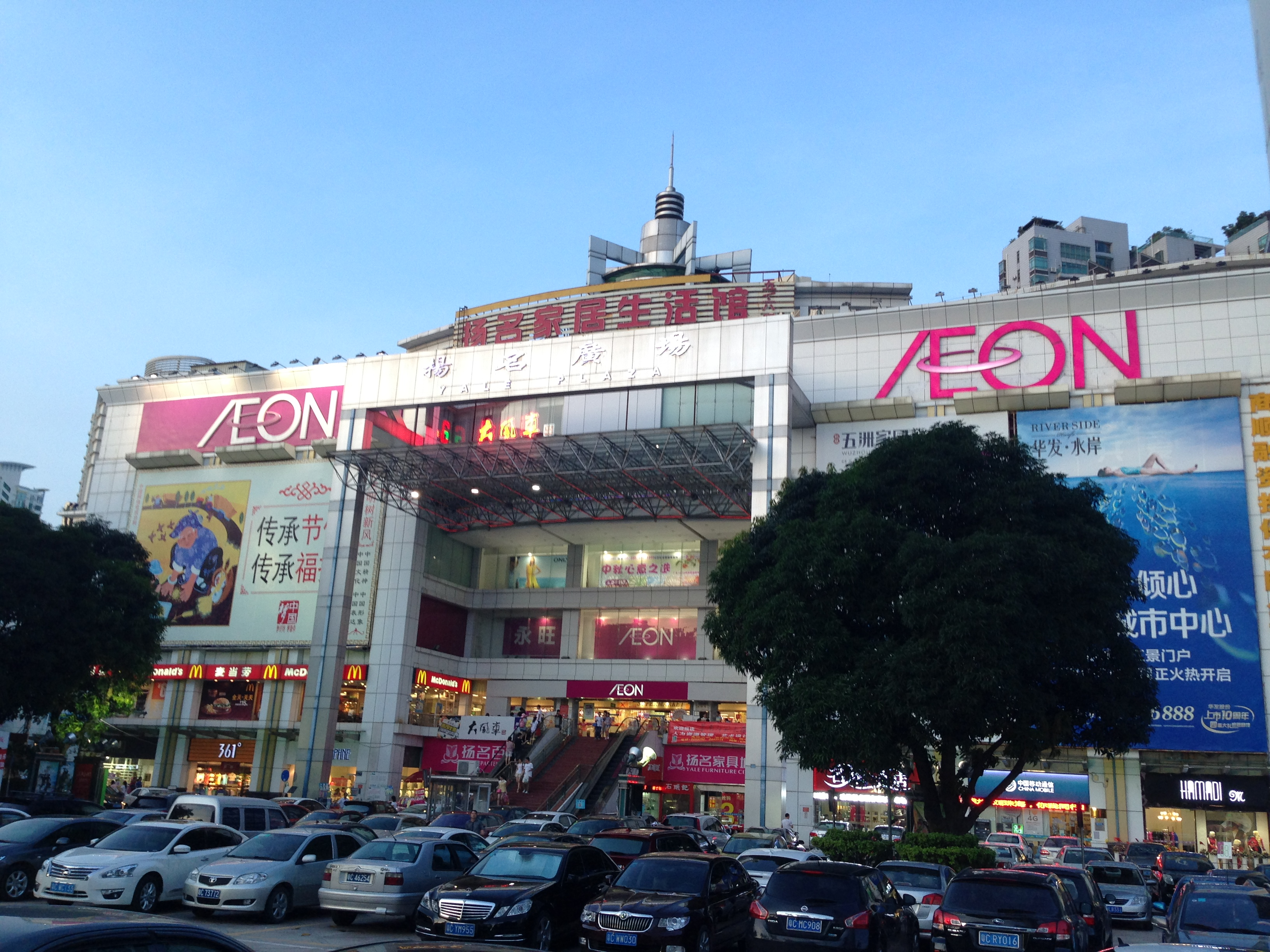
位於珠海香洲扬名广场的分店

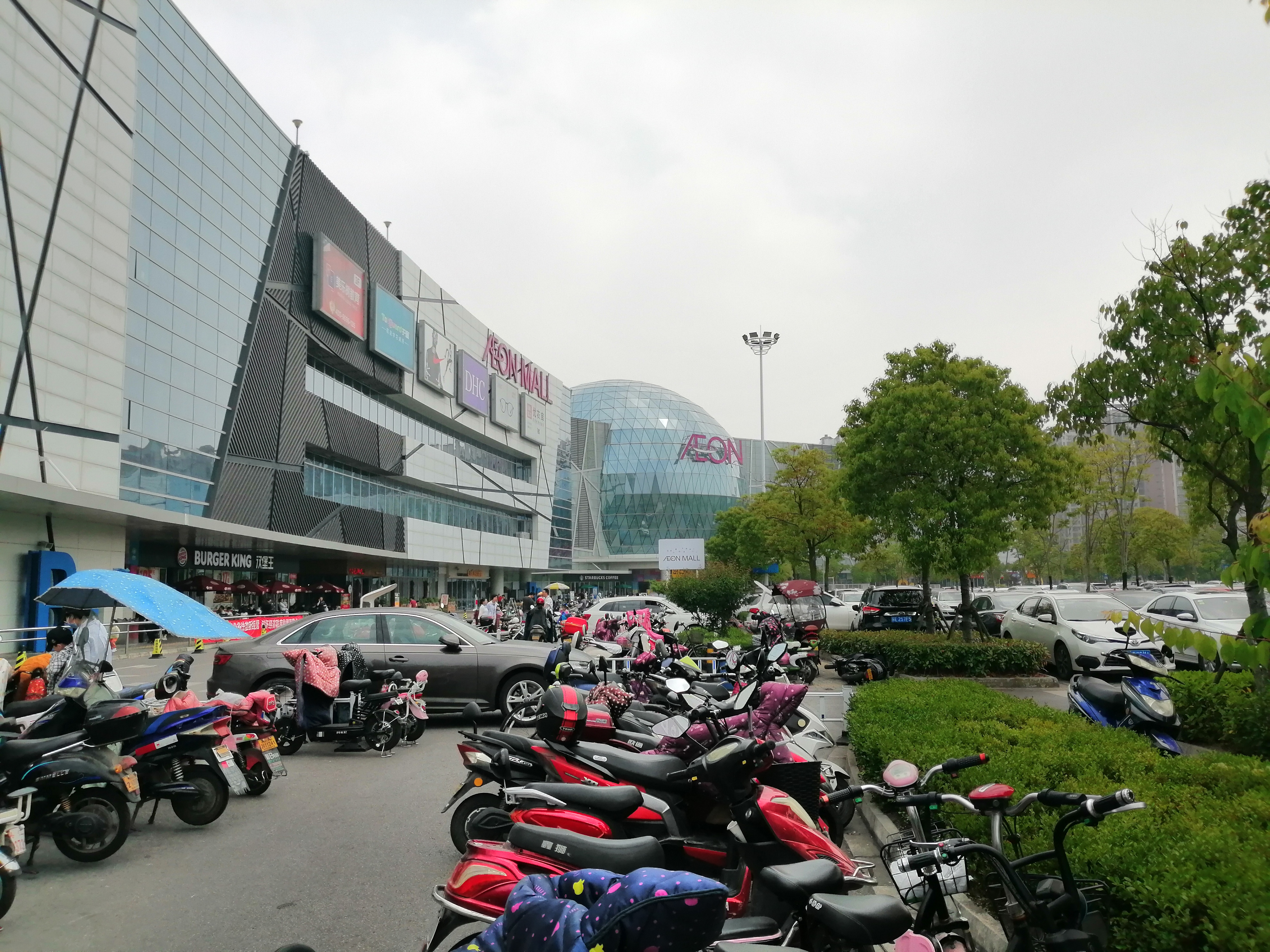
位于苏州工业园区钟南街的苏州园区湖东永旺梦乐城

在中国大陆，永旺曾同时使用吉之島及佳世客两个名称。在山东省青岛市及其周边地区，母公司日本永旺株式会社自1996年起与青岛供销集团有限公司合资建立青岛东泰佳世客有限公司，开设多家购物中心并命名为“佳世客”。在上海，永旺也曾开设佳世客店，但后来由于经营不善而撤资。
广东省门店则由广东吉之岛天贸百货有限公司（由日本永旺株式会社下属公司、永旺（香港）百货有限公司与广东天河城（集团）股份有限公司属下的广东天河城百货发展有限公司出资成立的合资企业）使用吉之島名称在1996年於广州市天河城广场开设首间店铺。
2013年3月1日起，青島永旺和廣東永旺全面棄用「佳世客」、「吉之島」和「JUSCO」商標，跟隨日本母公司統一將各店的品牌名稱易名為「永旺」和「AEON」，运营公司也随之更名。此后永旺在北京、苏州等地先后设立法人公司，开设的超市分店也均以「永旺」和「AEON」为名。
2012年，永旺将“Maxvalu（美思佰乐）”食品超市品牌引入内地，并曾在青岛、广州及佛山开设门店，但该品牌旗下所有门店于2025年关闭或转让至集团其余关联企业名下。
2025年，廣東永旺天河城有限公司統一超市名稱，將旗下原美思佰樂店（包括天河領展廣場店）改名為永旺SM。同年7月1日，原天河城店關閉進行翻新工程，並將於翻新後改名為AEON STYLE SM店，為中國大陸地區首家。
截至2025年4月，永旺在中国大陆共开设72间超市（68间在营，4间筹备）。

#### 在营门店
- 广东省（除深圳部分门店及惠州）超市门店（前称吉之岛，由广东永旺天河城商业有限公司运营，截至2025年6月共38间在营分店及1间待开业门店[3]）：
  - 广州：天河城店（体育西路,将于2025年第四季度升级为AEON STYLE）、农林下路店（东山口站[4]，SM精品型食品超市，美东百货→广百百货[5]）、五号停机坪店（超市）、沙园乐峰广场店（亦作广州光大都会豪庭店，特大型超市，兼有服装店）、设计之都时光汇店、东方宝泰店（林和中路）、嘉裕太阳城店（广州大道北）、凤凰城店、骏壹万邦广场店、金沙店（永旺梦乐城内超市）、昌岗中路店（SM精品型食品超市，接手同集团美思佰乐）、中山四路店（超市）、新塘店（永旺梦乐城内超市）、番禺广场店（永旺梦乐城内超市）、南沙悦方城店（超市）、百信广场店（食品超市）、广州塔广场店（待开业，SM+精品型食品超市）、荔湾恒宝广场店（2025年4月开业，接手同集团美思佰乐）、天河领展广场店（2025年4月开业，接手同集团美思佰乐马场路店）、城光荟店（2025年6月开业）
  - 深圳：龙岗仁恒店（仁恒梦中心，SM+精品型食品超市）
  - 东莞：东莞第一国际店
  - 珠海：扬名广场店、奧園廣場店、十字门华发商都店（超市）
  - 中山：華發廣場店、坦洲優越城店、富逸城店
  - 佛山：东方广场店、南海保利水城店、大沥店（永旺梦乐城内超市）、悦然广场店、魁奇路店、紫薇港店、顺德大信店、顺德欢乐海岸店、三水新动力广场店、顺德万象汇店
  - 肇庆：敏捷广场店

- 深圳及惠州门店（由永旺华南商业有限公司运营，截至2025年5月共4间分店[6]）：
  - 惠州：东平店（购物中心店）、金山湖店（超市）
  - 深圳：东湖店（已升級為AEON STYLE）、丹竹頭東郡星悅天地（超市，兼有百货）

- 山东省门店（前称佳世客，由青岛永旺东泰商业有限公司运营，截至2025年5月共7间分店[7]）
  - 青岛：东部店、黄岛店、合肥路店、西海岸新区店（永旺梦乐城内超市）
  - 烟台：莱山店、金沙滩店（永旺梦乐城内超市）
  - 济宁：济宁店[8]

- 京津冀门店（由永旺商业有限公司运营，截至2025年6月共4间分店及1间待结业门店[9]）
  - 天津：泰达时尚广场购物中心（2010年开业）、中北店（2012年开业）、梅江店（2014年开业，将于2025年8月31日关闭）、津南店（2017年开业）（均为永旺梦乐城内超市）
  - 燕郊：河北燕郊店（2016年开业，永旺梦乐城内超市）

- 华东地区门店（由永旺华东（苏州）商业有限公司运营，截至2025年5月共7间在营分店[10]）
  - 苏州：吴中店（2014年开业）、园区湖东店（2015年开业）、苏州新区店（2016年开业）、常熟新区店（2019年开业）（均为永旺梦乐城内超市）
  - 杭州：良渚新城店（2015年11月27日开业，永旺梦乐城内超市）、钱塘新区店（2024年6月1日开业，永旺梦乐城内超市）
  - 南通：星湖店（2017年开业，永旺梦乐城内超市）

- 湖北省门店（由永旺（湖北）商业有限公司运营，截至2025年5月共7间分店[11]）
  - 武汉：金银潭店（2014年开业，永旺梦乐城内超市）、经开店（2015年开业，永旺梦乐城内超市）、金桥店（2017年12月开业，永旺梦乐城内超市）、金地店（GMS综合超市）、武胜路店（2021年3月5日开业，超市）、江夏店（2023年11月1日开业，永旺梦乐城内超市）、南湖店（2024年6月1日开业，SM食品超市）

- 湖南省门店（由永旺（湖南）商业有限公司运营，截至2025年5月共1间在营门店及1间筹备门店）
  - 长沙：星沙店（2024年9月12日开业，永旺梦乐城内超市）、湘江新区店（预计2025年开业，永旺梦乐城内超市）

#### 结业门店
- 深圳：龍崗五洲風情店（2009年10月27日結業）[12]、羅湖友誼城超市分店（2014年8月21日结业）[13]、购物公园店（2017年5月結業，原址被間成多間店舖，其中永輝超市租用部分樓面開設「超級物種」）、海岸城店（2018年3月3日结业）[14]、新洲店（2023年2月6日结业，原址其後改為佐隣新邑購物中心）、新城市广场店（前稱中信城市廣場店，因商场重装于2023年12月31日结业）、宝安中心店（超市，兼有百货，2025年2月28日提前解约结业）
- 广州：中华广场店（2009年12月25日撤场）[15]、中环广场店（2017年12月31日撤场）、天银大厦店（超市，又名天河东圃广场店，2019年5月31日停业）[16]、海港城店（超市，2023年1月31日关闭）[17]、高德置地广场店（珠江新城，SM精品型食品超市，2023年1月31日关闭）[17]、江燕路店（生鲜便利店，2020年开业，结业时间不明）、美思佰乐荔湾恒宝广场店（2025年3月31日结业，次日起转手至广东永旺经营）、美思佰乐马场路店（曾为内地首家美思佰乐，2025年4月22日结业，次日起转手至广东永旺经营）、美思佰乐海珠合生广场店（2025年3月底结业）、美思佰乐圣地新天地店（2025年4月27日结业，关闭后美思佰乐品牌退出内地）
- 东莞：花园广场店（2017年11月30日结业）[18]、长安店（2019年4月15日终止经营）、大朗店（远大城市广场，2022年6月1日结业）
- 惠州：惠阳店（超市，2019年8月31日结业）[19]
- 青岛：美思佰乐万邦中心店（2014年12月撤店）、延吉路店（万达CBD，超市，2009年开业，2016年2月29日闭店[20]）、百丽广场店（超市，2018年4月30日闭店）[21]、隅见店（便利店型门店，2021年开业，2023年闭店）
- 潍坊：早春园店（超市，2013年开业，[22]2015年1月11日关闭[23]）
- 淄博：淄博店（2016年10月31日闭店）[24]
- 威海：威海店（2016年7月1日闭店）[25]
- 北京：朝阳大悦城店（2022年10月31日闭店，原址由华润万家旗下ole超市租用部分楼面）[17]、昌平店（2008年11月7日开业，2023年6月1日闭店）[17]、丰台店（永旺梦乐城内超市，2025年5月16日结业）
- 武汉：常青城店（2023年5月7日关闭）[17]、西城店（2017年4月开业，2024年8月20日关闭，GMS综合超市）、百步亭店（超市，2022年12月30日开业，2025年5月31日结业）
- 天津：天河城店（被粤海终止租约而于2022年8月25日结束营业，原址被間成多間店舖，其中七鲜超市租用部分樓面）
- 佛山：美思佰乐南海桂城店（2019年结业）、美思佰乐兆阳广场店（2024年11月17日因租约到期结业）、美思佰乐铂顿城店（2025年1月27日结业）

### 永旺梦乐城中国
2008年3月14日，由永旺集团旗下永旺梦乐城株式会社全额投资的永旺梦乐城(中国)商业管理有限公司在北京成立。同年11月，中国第一间永旺梦乐城在北京昌平区开业。截至2025年6月，永旺梦乐城在中国共有23间在营商场及1间筹备中商场。

#### 在营商场
- 北京：北京丰台（2015年9月19日开业）
- 天津：天津泰达（2010年10月29日开业）、天津中北（2012年4月28日开业）、天津津南（2017年10月27日开业）
- 河北：河北燕郊（2016年11月5日开业）
- 山东：烟台金沙滩（2018年5月25日开业）、青岛西海岸新区（2019年11月28日开业）
- 江苏：苏州吴中（2014年4月25日开业）、苏州园区湖东（2015年5月29日开业）、苏州新区（2016年1月15日开业）、南通星湖（2017年12月1日开业）、常熟新区（2019年6月28日开业）
- 浙江：杭州良渚新城（2015年11月27日开业）、杭州钱塘（2024年6月1日开业）
- 湖北：武汉金银潭（2014年12月19日开业）、武汉经开（2015年12月10日开业）、武汉金桥（2017年12月7日开业）、武汉江夏（2023年11月1日开业）
- 广东：广州番禺广场（2015年12月31日开业）、佛山大沥（2017年12月21日开业）、广州金沙（2018年11月9日开业）、广州新塘（2021年5月29日开业）
- 湖南：长沙星沙（2024年9月12日开业）

#### 筹备中商场
- 湖南：长沙湘江新区（预计2025年开业）

#### 结业门店

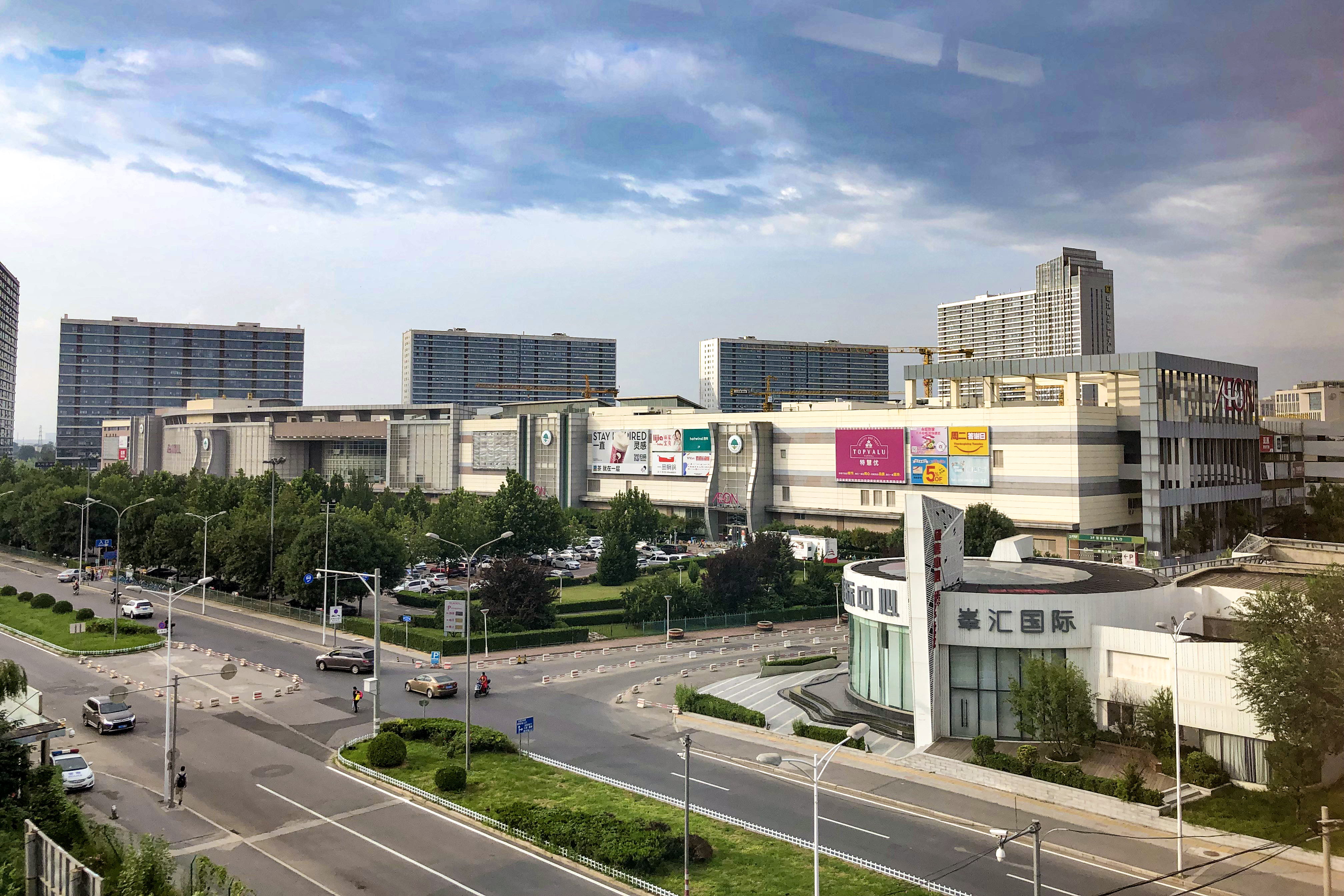
永旺北京国际商城（2021年8月）

- 北京：北京国际商城（第一家永旺购物中心，2008年11月7日开业，2023年6月24日结业，原址由合生创展接手，变为北京超极合生汇西区[17][28]，2025年3月28日开业[29]）
- 天津：天津梅江（2014年1月3日开业，将于2025年8月31日结业，原址将由业主天津梅江印象城接管）

## 香港AEON

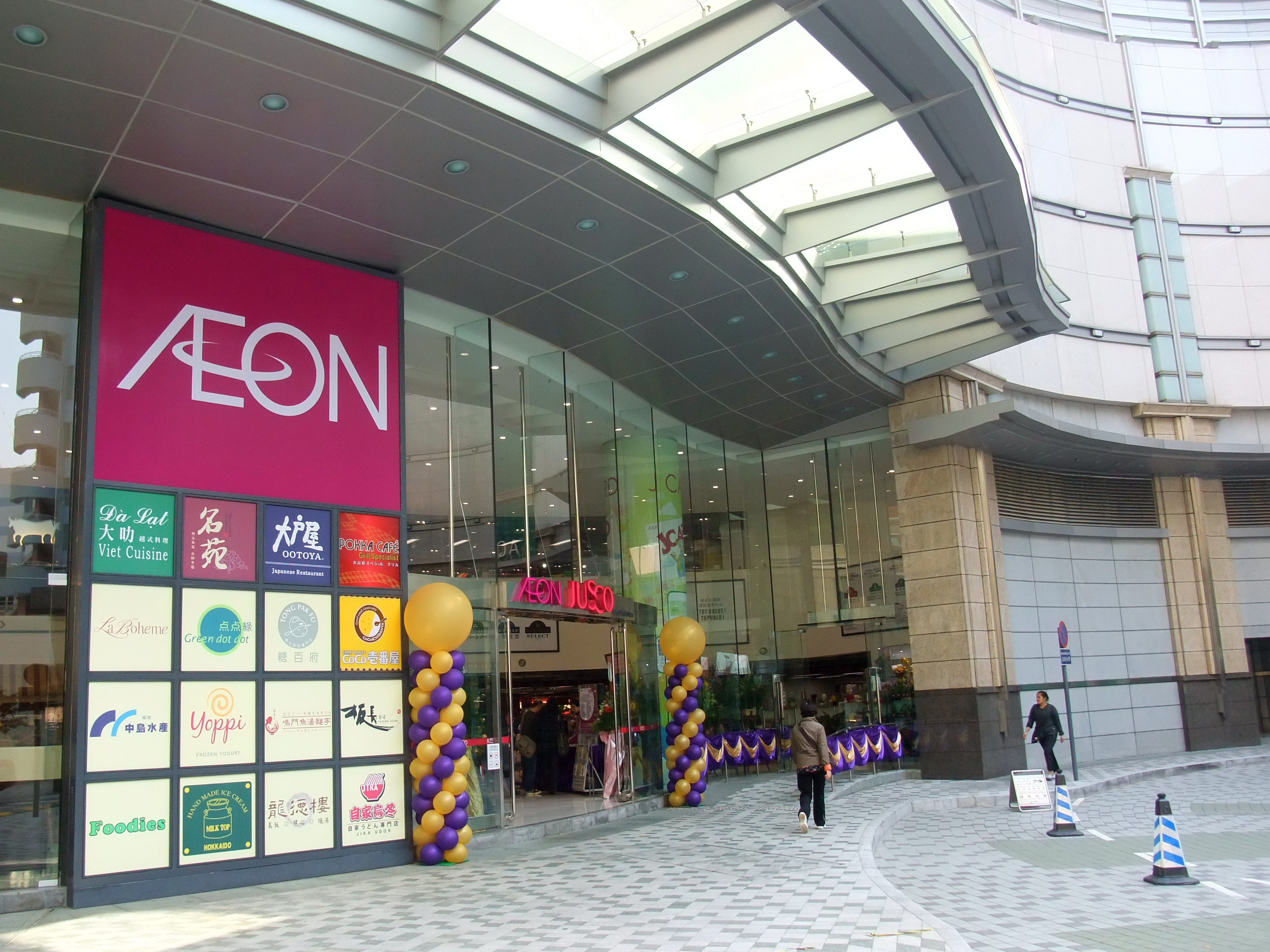
香港AEON荔枝角旗艦店

香港AEON的母公司為由日本永旺集團擁有控制性權益的永旺（香港）百貨有限公司，成立於1987年11月（當時名稱為吉之島百貨有限公司），於1987年12月於鰂魚涌康怡廣場開設首間分店，並於1994年2月在香港聯合交易所上市，上市編號為984。香港JUSCO主要經營綜合購物百貨公司及其他零售店舖，包括：超級市場、折扣店、家居廣場、便利店、百貨店。2006年年尾開始，永旺百貨全面棄用中文名稱「吉之島」，統一使用英文名稱「JUSCO」。另外於2013年3月1日起，香港全線永旺百貨分店會跟隨日本母公司，統一及將各店的品牌名稱由「JUSCO」，易名為「AEON」。
永旺百貨提供物有所值及一應俱全的日常生活用品給顧客，貨品種類分別是食品、服裝、家品及電器，旨在於香港發展連鎖式業務，力求為本地顧客提供物有所值的商品。現時，香港AEON共有9間綜合百貨店，「Living PLAZA by AEON」共42間獨立分店，「BENTO EXPRESS by AEON」共有7間獨立分店，「AEON超級市場」共有2間獨立分店，「ものもの」共有3間獨立分店。

## 馬來西亞永旺
馬來西亞的AEON前稱Jaya Jusco和JUSCO，2012年3月1日起已經跟隨日本母公司，易名及統稱AEON；但依然有民眾習慣稱之為Jaya Jusco或簡稱JJ。第一家AEON於1985年在宏图大厦開幕，也是第一間以合資公司形式進入馬來西亞零售業的日本公司。目前在馬來西亞歷史最悠久的永旺購物中心為吉隆坡马鲁里店，它也是佳世客於1989年10月30日在馬來西亞開設的第二家分店。最早於馬來西亞開業的MaxValu超級市場，MaxValu Pearl Point（Max Valu珍城广场）超市於2009年結束營業。
截至2019年10月，永旺至今已在馬來西亞開設35間百貨公司、28間購物中心、7間Maxvalu Prime超級市場、22間永旺霸市量販店、64間永旺Wellness藥劑房、44間永旺DAISO和54間永旺Mollyfantasy娛樂場所。於2007年11月24日開幕的巴生武吉丁宜店已取代柔佛地不佬店成為馬來西亞最大的永旺購物商場。
由于入驻店铺多元多样，現今永旺在馬來西亞已經成為其中最受歡迎的百貨公司，因業務在當地獲得飛躍性的成長，為了進軍東南亞的其他市場，2012年，永旺在吉隆坡設立東南亞總部。
2012年11月，永旺集團以5.8億令吉，購下家樂福在馬來西亞的業務，成為當地第二大零售業者，也成功進軍當地的量販市場，並將原家樂福的業務改名為永旺霸市（Aeon BiG），计划在2030年前在全馬開設100間分店。

## 已結束業務

### 台灣佳世客
台灣佳世客，所登記的公司名稱為台灣永旺百貨股份有限公司，第一家佳世客設在新竹市風城購物中心，於2003年開幕。第二家佳世客於2005年12月在台北縣中和市環球購物中心開幕。
2006年4月，因受到風城購物中心經營不善影響，新竹店（新竹分公司）結束營業，新竹分公司於同年11月撤銷。2007年11月，台灣永旺百貨公司表示，在只有一家店舖的規模下難以與其他同業競爭，因此宣布佳世客中和店（中和分公司）於2007年12月17日結束營業，並退出台灣市場。2008年2月，台灣永旺百貨中和分公司撤銷登記，總公司亦正式解散。

## 電影中的永旺
日本電影《下妻物語》故事描述下妻市只有AEON一家百貨公司，而愛好蘿莉塔時尚的主角深田恭子對有關貨品感到不滿，足見AEON日本的普遍性和價廉物美。